# Prix de littérature religieuse
Ne doit pas être confondu avec Grand prix catholique de littérature.
Le Prix de littérature religieuse a été créé en 1984 par le Comité directeur du Syndicat des libraires de littérature religieuse, (SLLR), souhaitant ainsi rétablir le « prix des libraires religieux » (autrefois « prix Noël »).
Le prix de littérature religieuse est décerné par des libraires spécialisés dans la littérature religieuse, et semble concerner uniquement les ouvrages chrétiens catholiques.

## Liste des lauréats
- 1985 : Monique Hébrard, Les Femmes dans l’Église
- 1986 : Philippe Maillard, L'Évangile aux voyous
- 1987 : Francine Cockenpot, L'Agresseur
- 1988 : Fr. Éloi Leclerc, Le Royaume caché
- 1989 : Gerd Theissen, L'Ombre du Galiléen
- 1990 : RP. Paul Baudiquey, Un évangile selon Rembrandt
- 1991 : Paul Dreyfus, Saint Paul : un grand reporter sur les pas de l'apôtre
- 1992 : Didier Decoin, Elisabeth Catez
- 1993 : Elias Chacour, Nous appartenons à la terre
- 1994 : Pierre Talec, La Sérénité
- 1995 : Jacques Neyrinck, Le Manuscrit du Saint-Sépulcre
- 1996 : France Quéré, Le Sel et le Vent
- 1997 : Sylvie Germain, Les Échos du silence
- 1998 : Xavier Thévenot, Avance en eau profonde
- 1999 : P. Gabriel Ringlet, Dieu est-il laïc ?
- 2000 : Jean-Noël Bezançon, Dieu n’est pas solitaire
- 2001 : Fr. Timothy Radcliffe, Je vous appelle amis
- 2002 : Mgr Albert Rouet, La Chance d’un christianisme fragile
- 2003 : Marie-Noëlle Thabut, Dieu inattendu
  - Mention Jeunesse : la Petite Collection Clé
  - Mention Beaux-livres : Arcabas, L'Enfance du Christ
- 2004 : Bernard Lecomte, Jean-Paul II
- 2005 : Frédérique Neau-Dufour, Geneviève de Gaulle-Anthonioz
- 2006 : P. Michel Quesnel, La Sagesse chrétienne, un art de vivre
  - Mention Jeunesse : Les Grandes Questions des tout petits
  - Mention Beaux-livres : Timothy Verdon (en), La Vierge dans l’art
- 2007 : Lytta Basset, Au-delà du pardon : le désir de tourner la page
  - Mention Jeunesse : Virginie Aladjini, Caroline Pellissier, Sagesses du monde entier
  - Mention Beaux-livres : Christine Pellistrandi, Contempler l'Apocalypse
- 2008 : Bernard Sesboüé, Marc Leboucher, La Théologie au XXe siècle et l'avenir de la foi
  - Mention Beaux-arts : Frédérick Leboyer, Célébrer la naissance
  - Mention Jeunesse : P. Charles Delhez, Jésus qui est-il ?
  - Mention spéciale : Christiane Singer pour l’ensemble de son œuvre
- 2009 : Henry Quinson, Moine des cités : de Wall Street aux quartiers nord de Marseille
- 2010 : Fabrice Hadjadj, La Foi des démons
  - Mention jeunesse : David Ratte, Le Voyage des pères
  - Mention spéciale : Mgr Michel Dubost, Mgr Stanislas Lalanne, Le Nouveau Théo
- 2011 : Jean-Marie Lassausse et Christophe Henning, Le Jardinier de Tibhirine
- 2012 : Michel Cool, Conversion au silence : itinéraire spirituel d'un journaliste
- 2013 : Magda Hollander-Lafon, Quatre petits bouts de pain : des ténèbres à la joie
- 2014 : non attribué
- 2015 : Pierre-Marie Beaude, La Bible de Lucile : notre voyage de la Genèse à l'Apocalypse, Montrouge, Bayard, coll. « Domaine biblique », 2014, 1248 p.  (ISBN 978-2227483262)[3]
- 2016 : Martin Steffens, Rien que l'amour : repères pour le martyr qui vient  (ISBN 978-2-7067-1290-6)
- 2017 : Adrien Candiard, Veilleur, où en est la nuit ? : petit traité de l'espérance à l'usage des contemporains
- 2020 : Jean-Philippe Chauveau, Qui leur jettera la première pierre ?, Paris, Salvator, 2019, 224 p. (ISBN 978-2-70671-820-5)
- 2023 : François Potez, La grave allégresse : être prêtre aujourd'hui, Mame, 2022, 176p.  (ISBN 978-2728932245)
- 2024 : Aymar de Langautier, Le bonheur n'est pas dans le canapé, editions Première Partie,
- 2025 : Pierre Doat, Le Roman des anges,
  - Mention spéciale : William Marx pour sa préface du livre du pape François, Louée soit la lecture
  - Mention Bible : Étienne Méténier pour sa traduction de la Vetus Syra, Les Quatre Évangiles